# Baai van Galway

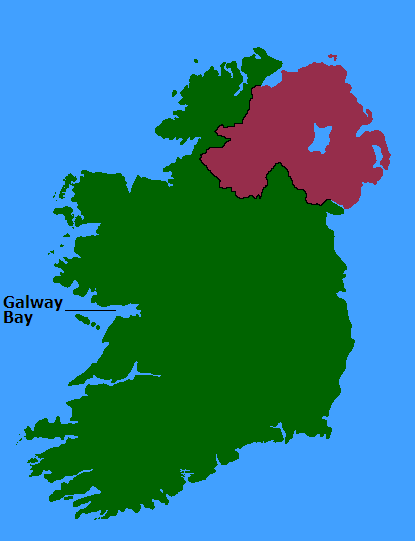
Kaart van Ierland met de locatie van de Galwaybaai

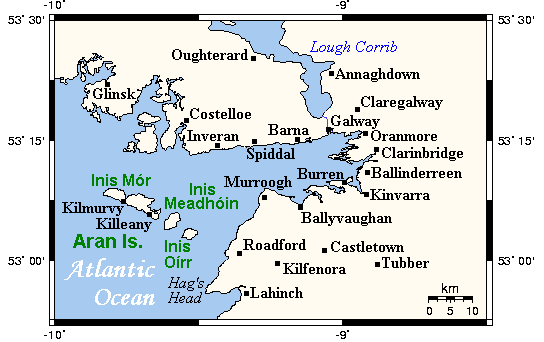
Kaart van de Galwaybaai en omgeving

De Baai van Galway (Iers: Loch Lurgan of Cuan na Gaillimhe; Engels: Galway Bay) is een grote baai aan de westkust van Ierland. Deze ligt op de grens tussen de counties Clare (zuidelijk) en Galway (noordelijk). Naamgever is de stad Galway (Gaillimh), dat aan de noordoostelijke zijde van de baai ligt. De zuidkust is tevens de grens met de Burren.
De baai is zo'n 50 kilometer lang en tussen de 10 en 30 kilometer breed. De Araneilanden (Oileáin Árann) liggen westelijk van de ingang van de baai en talloze andere kleine eilanden liggen in de baai zelf.
Toegangswegen tot de baai zijn:
- North Sound (An Súnda ó Thuaidh), tussen Inishmore (Araneilanden) en Leitir Mealláin (in Connemara).
- Gregory's Sound (Súnda Ghríoghóra), tussen Inishmore en Inismaan.
- Foul Sound (An Súnda Salach), tussen Inishmaan en Inisheer.
- South Sound (An Súnda ó Theas), tussen Inisheer en het vasteland van County Clare

## Foto's

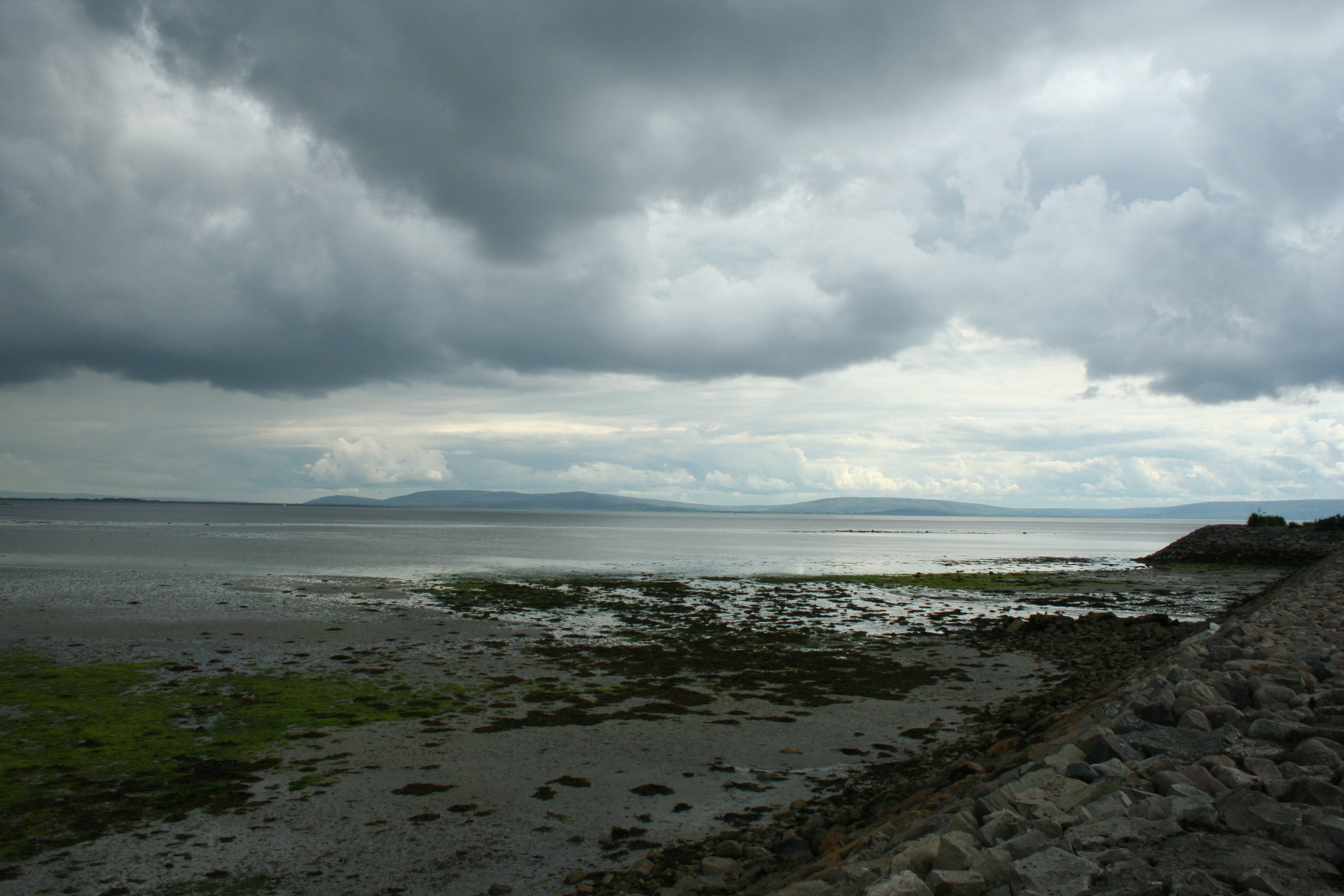
De Galwaybaai gezien vanuit Salthill.
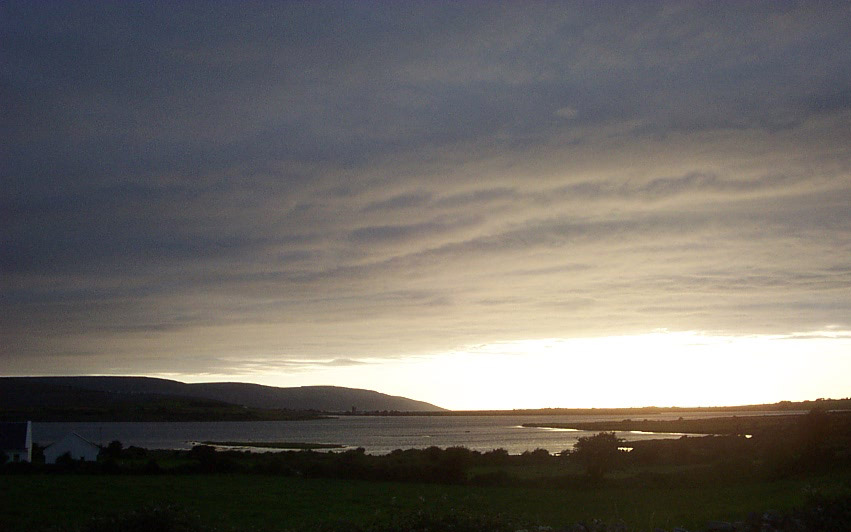
De Galwaybaai nabij County Clare.
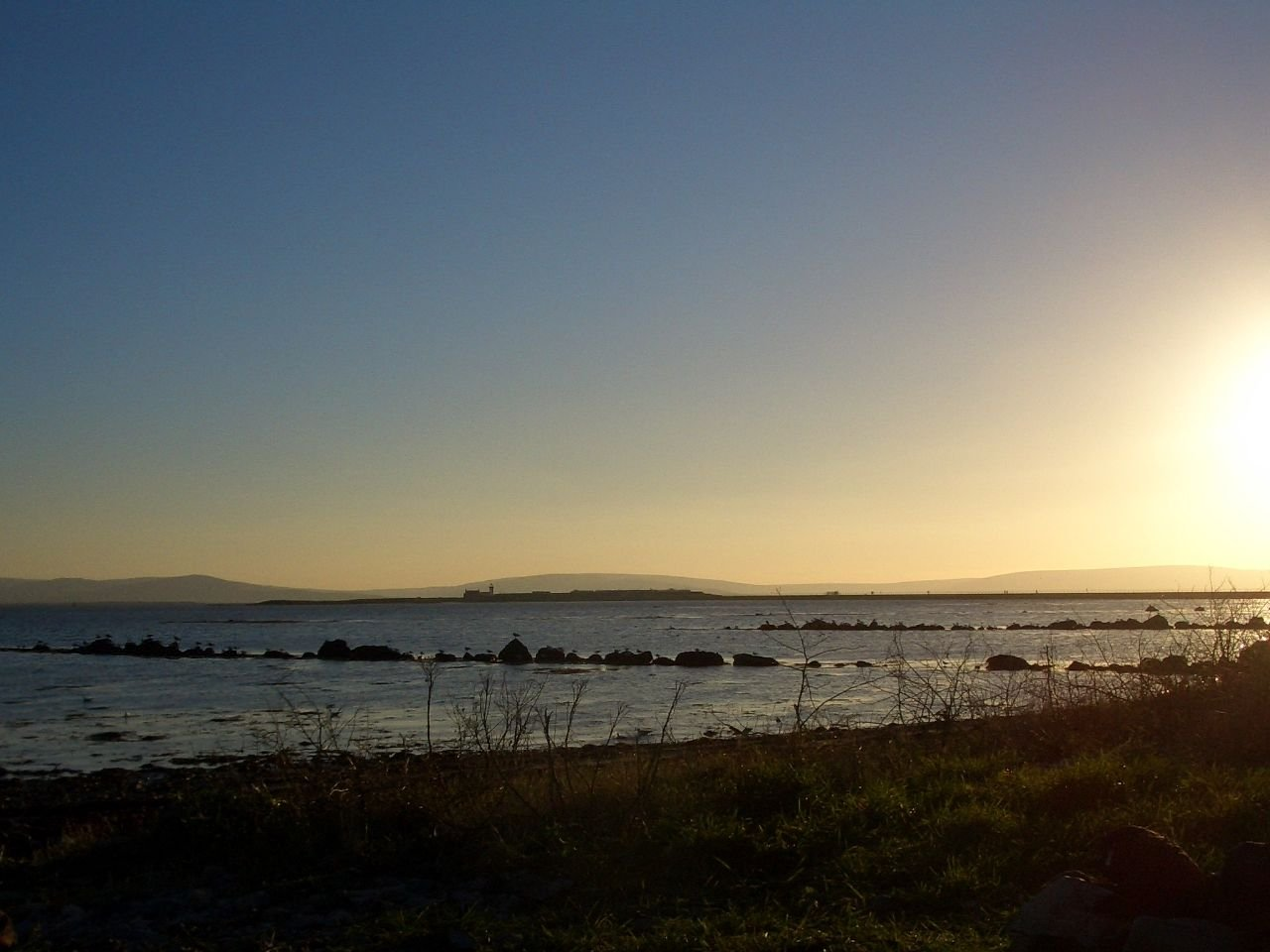
De Galwaybaai in december.